# Clarens (Hautes-Pyrénées)
Clarens (okzitanisch: Clarenç) ist eine französische Gemeinde mit 502 Einwohnern (Stand: 1. Januar 2022) im Département Hautes-Pyrénées in der Region Okzitanien; sie gehört zum Arrondissement Bagnères-de-Bigorre und zum Gemeindeverband Plateau de Lannemezan. Die Einwohner werden Clarensois/Clarensoises genannt.

## Geografie
Clarens liegt auf dem Plateau von Lannemezan, rund 28 Kilometer ostsüdöstlich der Stadt Tarbes im Osten des Départements Hautes-Pyrénées. Die Gemeinde besteht aus dem Dorf Clarens sowie zahlreichen Streusiedlungen. Die Galavette (auch Ruisseau de la Galavette) durchquert die Gemeinde in nördlicher Richtung. Die Baïse bildet streckenweise die westliche Gemeindegrenze. Die A64 führt wenige Kilometer südlich der Gemeinde vorbei. Umgeben wird Clarens von den Nachbargemeinden Galez im Norden, Tajan im Nordosten, Recurt und Uglas im Osten, Lannemezan im Süden und Westen sowie Campistrous im Westen.

## Geschichte
Die Gemeinde wurde im Kirchenregister von Tarbes aus dem Jahr 1342 erstmals (indirekt) als de Clarens erwähnt. Im Mittelalter lag der Ort innerhalb der Region Rivière-Verdun, die wiederum ein Teil der Provinz Gascogne war. Die Gemeinde gehörte von 1793 bis 1801 zum District Bagnères. Zudem lag Clarens von 1793 bis 2015 im Kanton Lannemezan. Die Gemeinde ist seit 1801 dem Arrondissement Bagnères-de-Bigorre zugeteilt.

## Bevölkerungsentwicklung
| Jahr                       | 1962 | 1968 | 1975 | 1982 | 1990 | 1999 | 2006 | 2014 | 2020 |
| Einwohner                  | 299  | 330  | 330  | 346  | 375  | 394  | 436  | 504  | 495  |
| Quellen: Cassini und INSEE |      |      |      |      |      |      |      |      |      |

## Sehenswürdigkeiten
- Kirche Saint-André
- Denkmal für die Gefallenen[1]
- mehrere Wegkreuze (darunter Les Trois Croix beim Dorffriedhof)
- Naturschutzgebiet La Tourbière

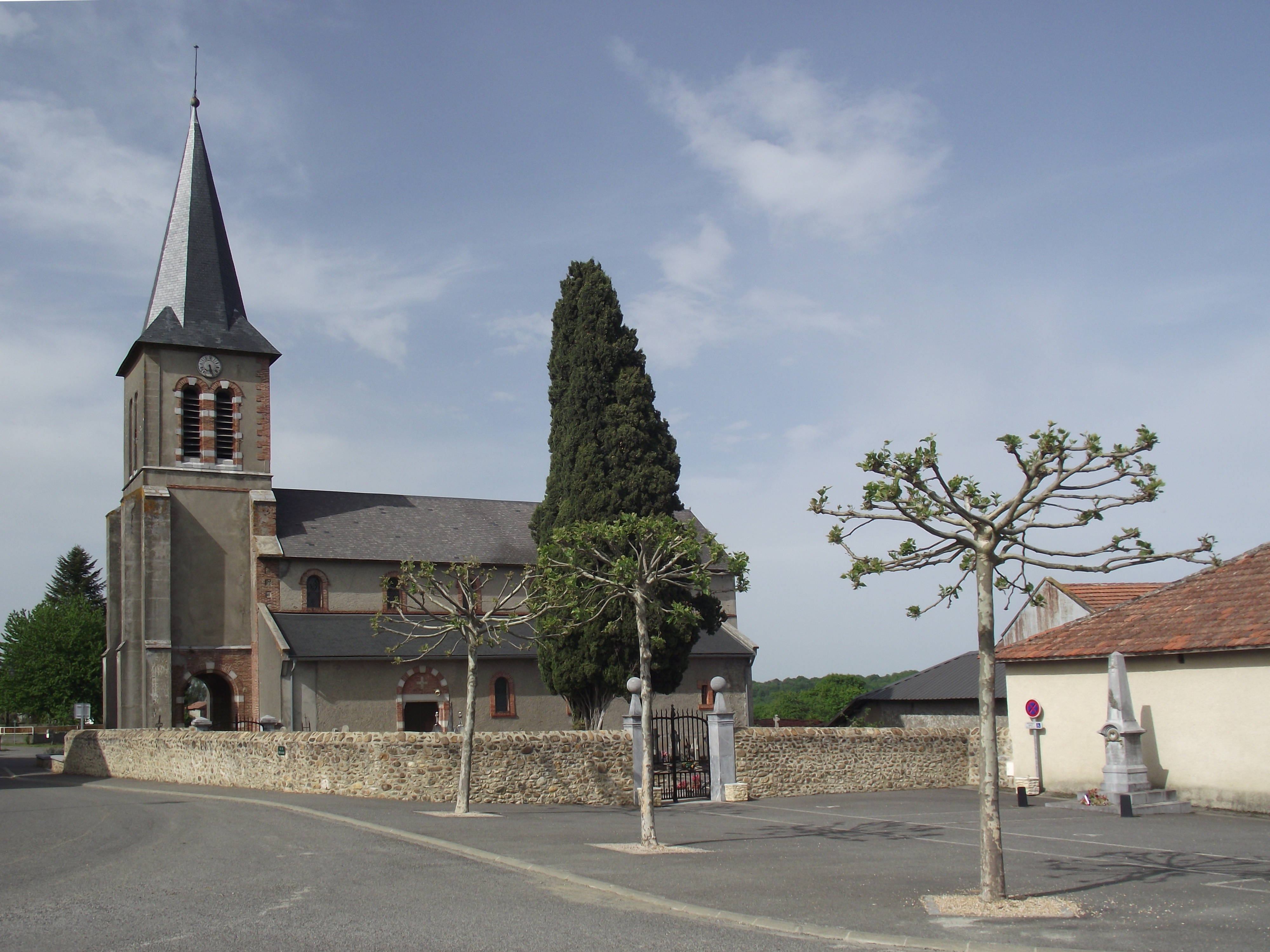
Kirche Saint-André
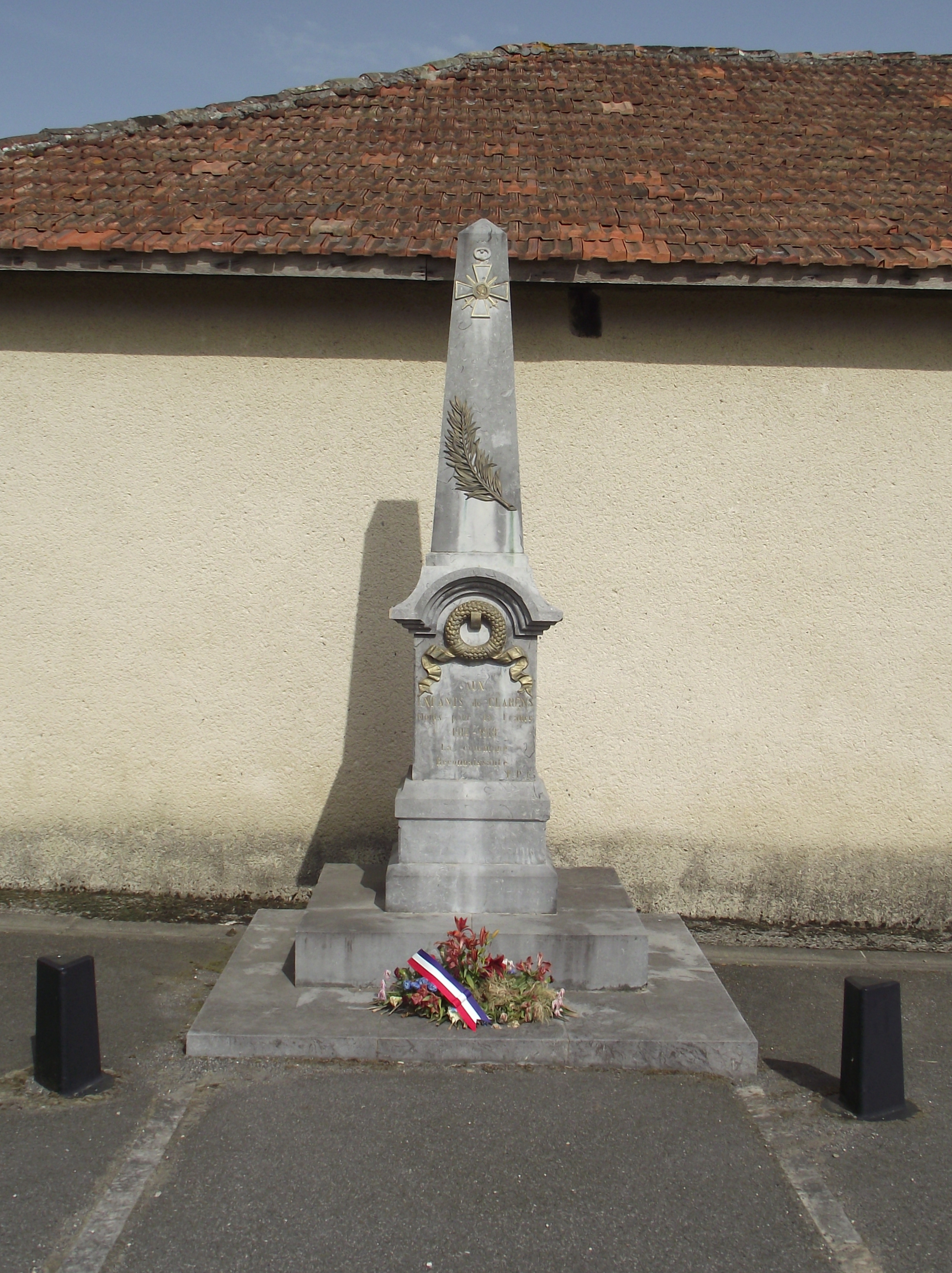
Denkmal für die Gefallenen
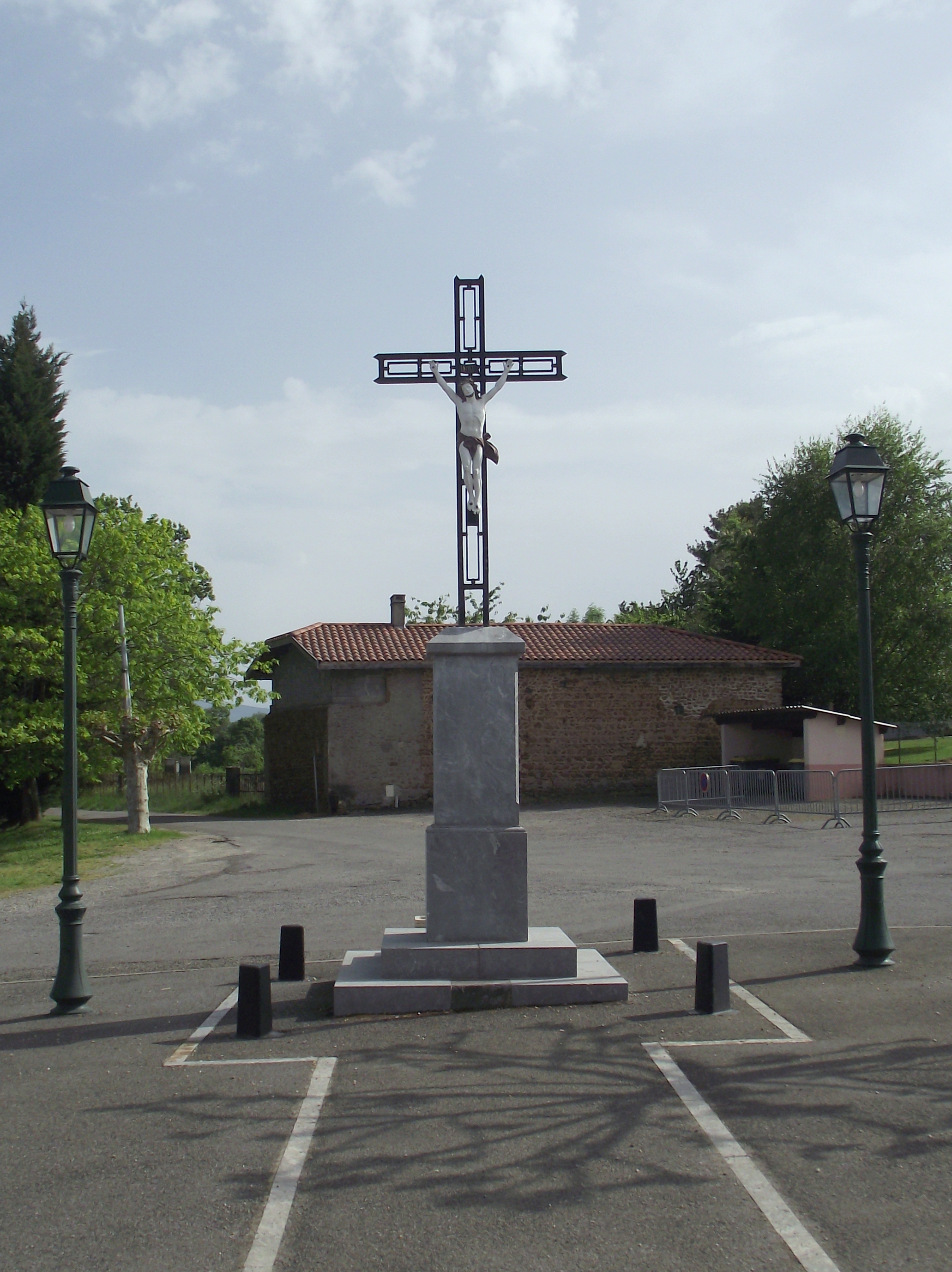
Kreuz auf dem Dorfplatz
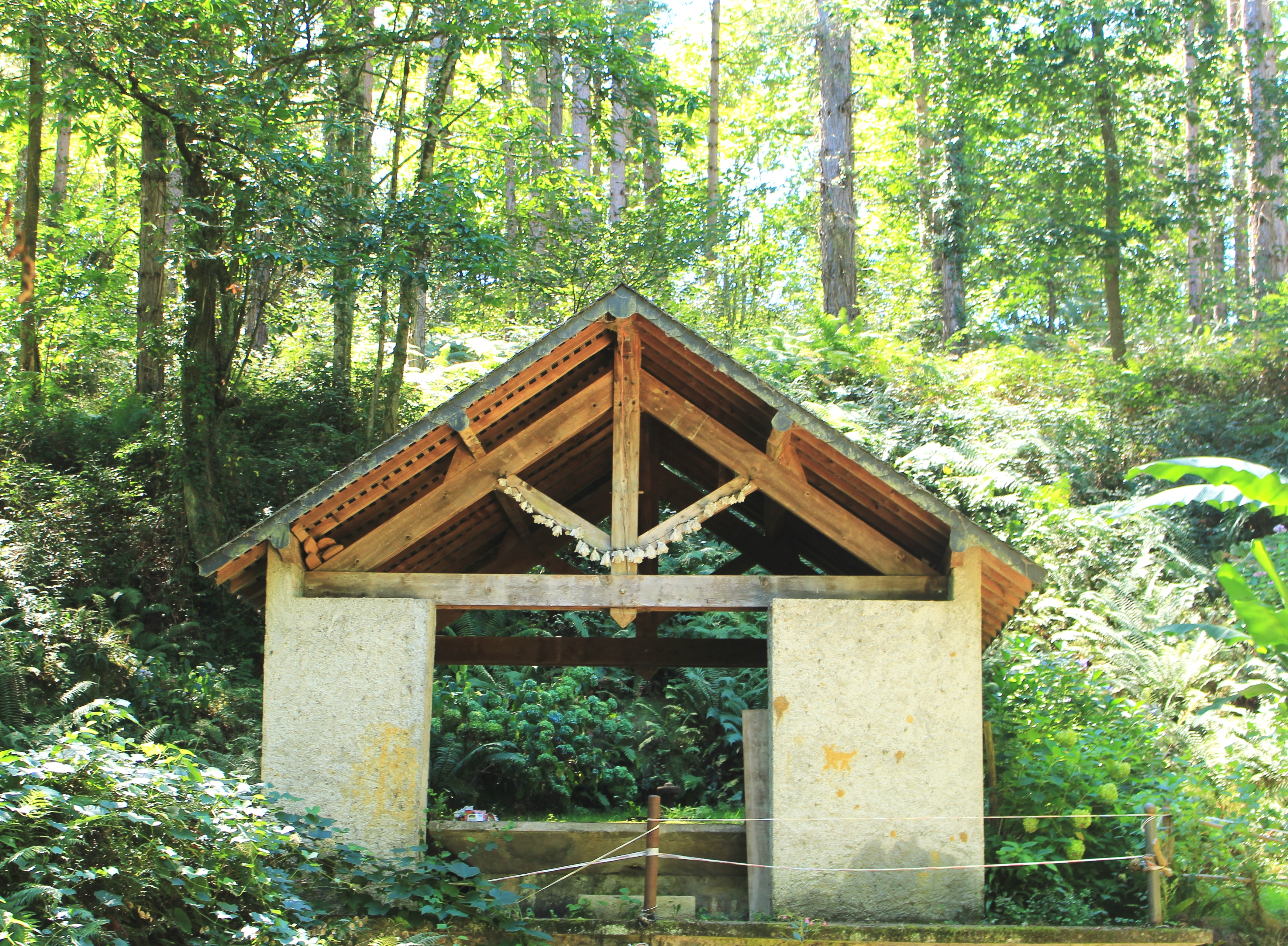
Ehemaliges öffentliches Waschhaus
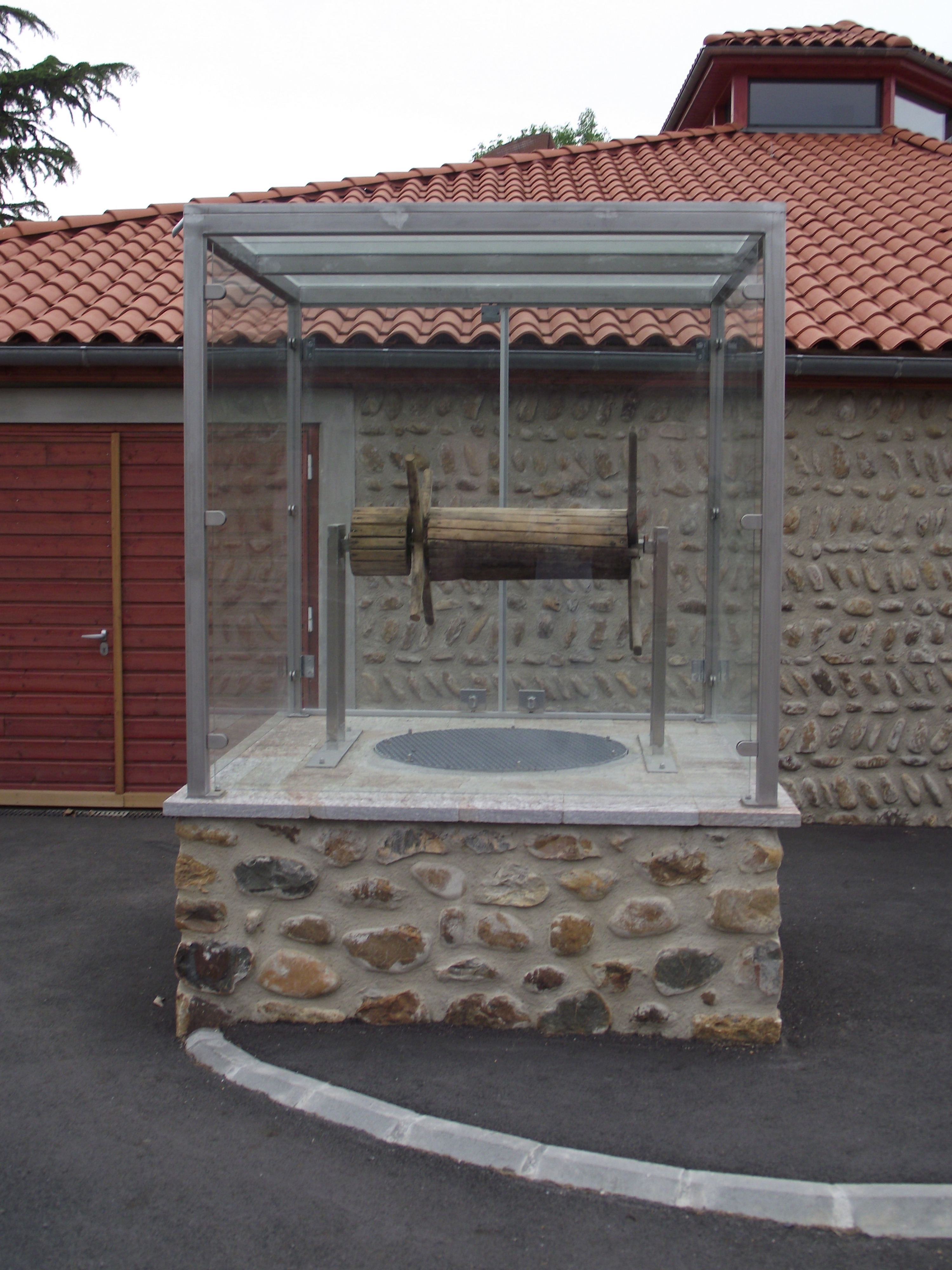
Ehemaliger Ziehbrunnen